# 분홍색 펀치
모모이로판치(일본어: ももいろパンチ)는 모모이로 클로버의 인디즈 데뷔 싱글이다. 2009년 8월 5일에 해피 뮤직 레코드를 통해 발매되고, 빅터 엔터테인먼트에서 판매되었다.

## 개요
일본풍의 컨셉으로한 의상, 노래이다. 모모타 카나코와 타카기 레니에게만 솔로 파트가 있다.

## 수록곡
CD
1. ももいろパンチ
작사：tzk、작곡：斎藤悠弥
2. MILKY WAY
작사、작곡：相木清久
3. ラフスタイル
작사、작곡：마하라 미호
4. ももいろパンチ（Inst.）

DVD（초회한정판에만）
- ももいろパンチ（뮤직 비디오）